# صلصة الاستكوزا
صَلصة الاسكتوزا  (بالإنجليزية: Nantua sauce)‏، وهيَ صَلصة فَرنسية تَقليدية تتكون مِن:
- صلصة البشاميل كَأساس لَها.
- قشطة الحليب.
- زبدة جراد البحر.
- ذيول جراد البحر.